# Trevor Sinclair
Trevor Lloyd Sinclair (født 2. marts 1973 i London, England) er en tidligere engelsk fodboldspiller, der spillede som kantspiller. Han var på klubplan tilknyttet Blackpool, Queens Park Rangers, West Ham, Manchester City og Cardiff. Han spillede desuden tolv kampe for Englands landshold, som han repræsenterede ved VM i 2002.